# 楊梅区

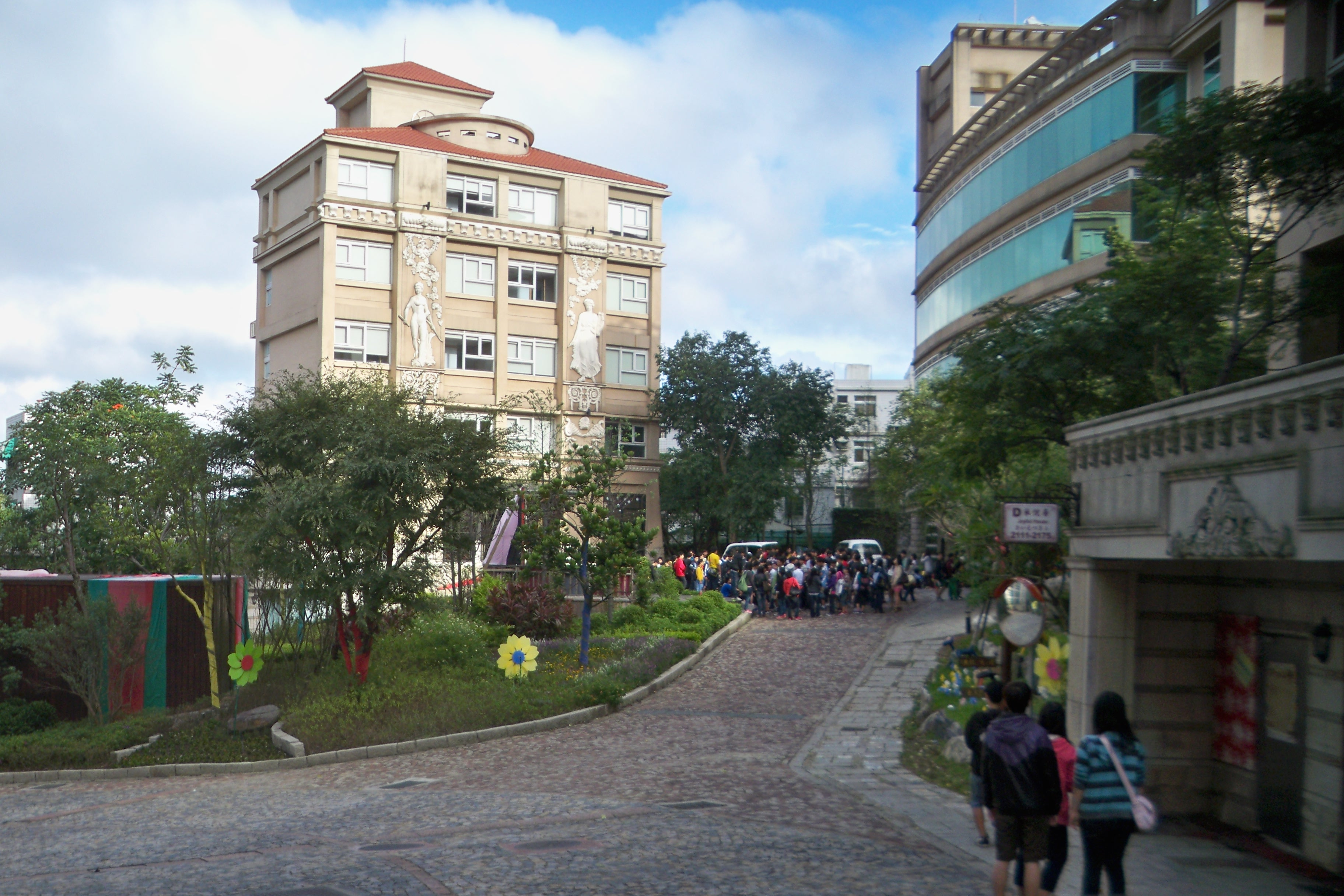
高級住宅街である東森山荘

楊梅区（ヤンメイ/ようばい-く）は台湾桃園市の市轄区、2014年12月25日に市轄区となった。

## 歴史
楊梅区は古くは原住民である凱達格蘭族の活動地域であった。清朝による台湾統治が開始されると、漢人は北部沿海地区の開発に着手し、1708年古姓の客家人は楊梅上田里一帯への入植を開始し、社子渓（当時は大渓と称した）に沿って開墾を進めて行った。1785年になると漢人による大規模な入墾が進められ、「諸協和」という団体を組織し、現在の市街地を開墾した。
日本統治時代になった1901年、桃園庁が設置され、その下の楊梅壢が楊梅、新屋、大陂の3地区を管轄するようになった。1920年、楊梅支庁の3区は楊梅、新屋の2庄に改編された。
戦後の1946年4月、楊梅鎮が設置され、2010年8月1日に市に昇格した。2014年12月25日、桃園県が直轄市となり桃園市と改称したことから、楊梅市は楊梅区と改名し、市轄区となり現在に至っている。

## 歴代区長

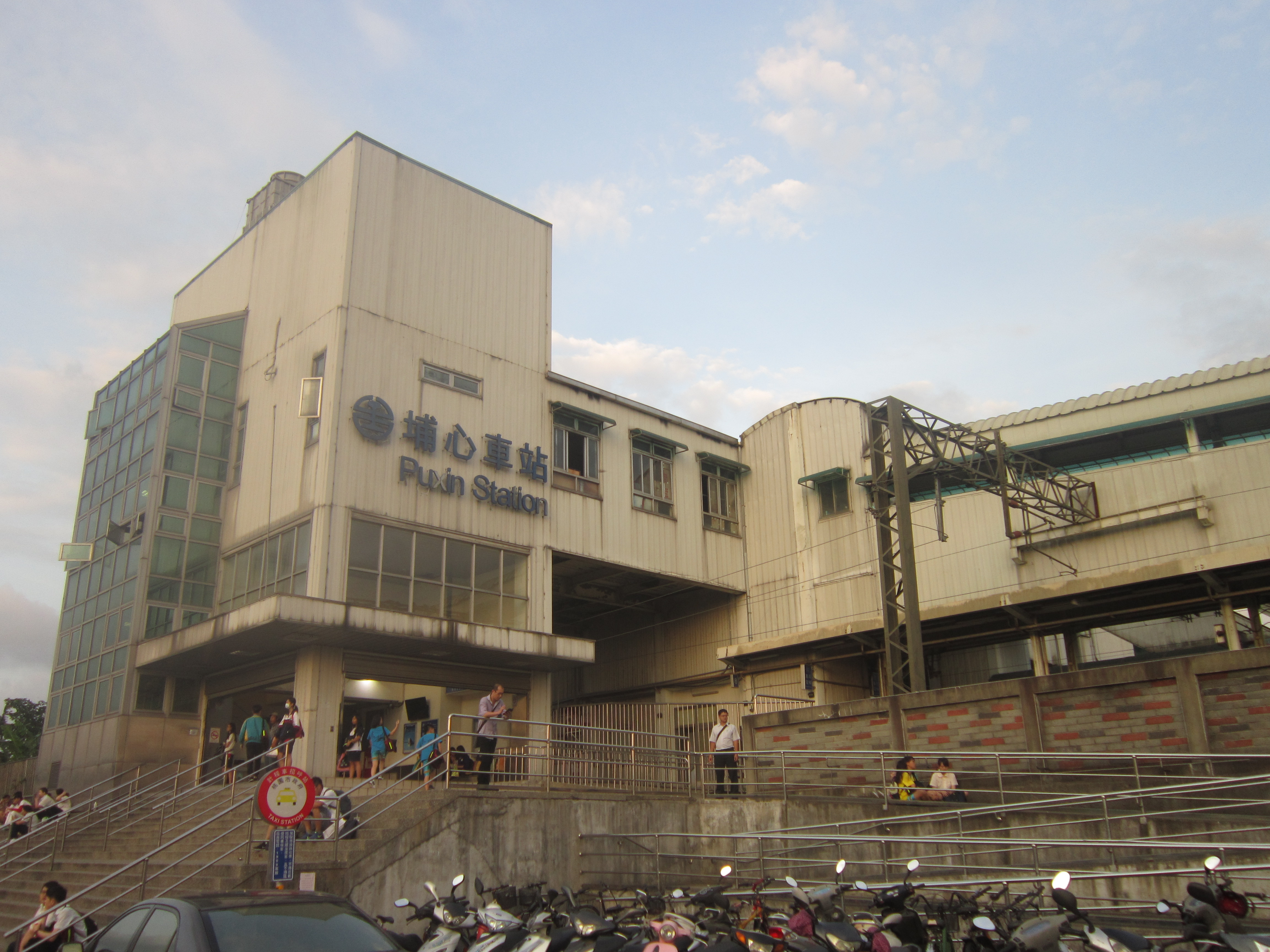
埔心駅北口

## 行政区
| 地区   | 里 |
| ------ | --- |
| 楊梅   | 大平里、大同里、中山里、永寧里、秀才里、東流里、紅梅里、楊江里、梅新里、楊梅里、楊明里                         |
| 埔心   | 三民里、仁美里、永平里、四維里、光華里、金渓里、金龍里、埔心里、裕成里、裕新里、梅渓里、瑞渓里、瑞坪里、瑞塘里 |
| 富岡   | 上湖里、三湖里、員本里、富岡里、富豊里、頭湖里、豊野里                                                         |
| 高山頂 | 上田里、水美里、青山里、高上里、高山里、高栄里、新栄里、双栄里、瑞原里                                         |

## 交通
| 種別 | 路線名称             | その他                      |
| ---- | -------------------- | --------------------------- |
| 鉄道 | 縦貫線               | 埔心駅 楊梅駅 富岡駅 新富駅 |
| 国道 | 国道1号 中山高速道路 | 楊梅IC 幼獅IC               |
| 省道 | 台1線                |                             |

## 教育

### 囯民中学
- 市立楊梅囯民中学
- 市立楊明囯民中学

### 高級中学
- 桃園市治平高級中等学校
- 桃園市立楊梅高級中学
- 私立大華高級中学

### 高級職校
- 永平高級工商職業学校

## 観光地
- 富岡老街（中国語版）
- 楊梅観光茶園
- 郭元益お菓子博物館
- 味全埔心牧場（中国語版）